# Amédée Outrey
Amédée Outrey (né à Saïgon le 30 janvier 1892 et mort à Aix-en-Provence le 18 mai 1962) est un diplomate, historien et archiviste français.

## Biographie
Fils d'Ernest Outrey et d’Anne-Cécile Baudin, il est licencié ès lettres, licencié en droit et titulaire du diplôme d'études supérieures de droit. Il a également suivi les cours de l’École pratique des hautes études en 1911-1912. Il habitait Paris au 6 boulevard du Montparnasse, puis à Viroflay (Yvelines). Dans ses dernières années il se retire à Aix-en-Provence et à Cabris (Alpes-Maritimes).
Marié le 12 mars 1921 à Juliette Hue (1895-1966), il eut une fille unique Elisabeth (1926-2008).
En 1950 il devient membre de la Société d’histoire de France et correspondant de l’Académie des sciences morales et politiques à partir de 1960. Il est également membre de la Commission des archives diplomatiques à partir de 1958.

## Carrière administrative
Les grades et les affectations de sa carrière peuvent être reconstitués. En 1920 il est attaché d'ambassade, devient conseiller d'ambassade en 1937 puis ministre plénipotentiaire.
D'abord nommé rédacteur à l'administration centrale, il est attaché à la Conférence des ambassadeurs, chargée du suivi de l'application des traités de paix. En 1927 il est secrétaire à la sous-direction Europe du ministère. En 1928 il est nommé deuxième secrétaire de l'ambassade de France à Berne, chargé de mission pour les zones franches de Haute-Savoie et du Pays de Gex. En 1934 il est premier secrétaire de la légation à Athènes, poste dans lequel il prendra le loisir de travailler sur le séjour de Chateaubriand dans cette ville ; il est ensuite chargé d'affaires de France au Caire.
Une fois passé au grade de conseiller d'ambassade, il est d'abord nommé à Jérusalem en 1937 et y prend de janvier 1938 à juillet 1940 le poste de consul de France à Jérusalem où son oncle, Georges Outrey, avait déjà été consul de 1905 à 1908. Il tient durant cette période à protéger les congrégations catholiques établies sur place (rôle que la France assumait traditionnellement depuis des siècles) et à les préserver de l’influence britannique. Il intervient pour financer des restaurations, pèse sur quelques nominations, soutient le Centre de culture française et obtient du gouvernement français le financement de la chaire de civilisation française à l’Université hébraïque de Jérusalem.
Le 5 juillet 1940 il est nommé sous-directeur d’Afrique-Levant au ministère des Affaires étrangères, avec prise de fonction ultérieure. Outrey reste à Jérusalem jusqu’à la dissolution du consulat général de Jérusalem, qui intervient en mai 1941, et gère comme il peut la position française entre les influences anglaise, allemande, vichyssoise et FFL, au moment où les relations entre Vichy et Londres s’enveniment. Durant cette période, il reste loyal envers le gouvernement, tout en restant critique. Il passe ensuite à Ankara comme premier conseiller d'ambassade, puis rentre à Paris prendre la direction d'Afrique-Levant au ministère. En 1942 il est placé en surnombre et en 1943 mis à la retraite anticipée par le régime de Vichy.
Après la Libération, il est réintégré dans sa carrière et est nommé à la tête des archives du ministère, où il reste onze ans jusqu'en février 1956, date de sa retraite. En 1957 il est nommé directeur honoraire du Service des archives, au grade de ministre plénipotentiaire.
Durant sa carrière aux archives, il travaille à la reconstitution des fonds détruits, à la constitution de fichiers, à la reproduction photographique et à la copie des documents manquants à partir des sources conservées dans les ambassades. Il s'attache également à la modernisation des matériels et des locaux. Il obtient aussi la création d'un poste de conseiller historique aux archives. La période de sa carrière consacrée aux archives est la plus productive en publications et celles-ci le révèlent comme un des premiers historiens des archives.

## Publications
Ses publications concernent essentiellement les poètes de la Pléiade, Chateaubriand, et l’histoire de l’administration des Affaires étrangères et de ses archives. 
Par ordre chronologique :
- Amédée Outrey. « Le sonnet 149 des Souspirs d’Olivier de Magny et le passage des Grisons au XVIe siècle », in Revue du seizième siècle 19 (1933) p. 133-135.
- Amédée Outrey. « Joachim Du Bellay et la fontaine de Véron », in Revue du seizième siècle 19 (1933) p. 246-261.
- Amédée Outrey. « Recherches sur la maison habitée par Joachim Du Bellay au cloître Notre-Dame », in Bulletin de la Société de l’histoire de Paris et de l’Ile-de-France 60 et 61 (1933-1934) p. 76-102.
- Amédée Outrey. « Note sur la maison habitée par Chateaubriand pendant son séjour à Athènes au mois d’août 1806 », in Bulletin de la Société Chateaubriand, séance du 25 juin 1936, 6 p.
- Amédée Outrey. « Une lettre de Kodrika à Fauvel sur L’Itinéraire de Paris à Jérusalem (avril 1811) », in Revue de littérature comparée, avril-juin 1937, p. 375-385.
- Amédée Outrey. « Documents sur la toponymie d’Athènes à l’époque du voyage de Chateaubriand en Grèce : le Lycabète, la colline de la Pnyx, l’Anchesme », in Bulletin de correspondance hellénique 62 (1938) p. 55-59.
- Amédée Outrey. « Etude critique des documents sur le séjour de Chateaubriand à Athènes », in Revue d’histoire littéraire de la France, avril-juin 1938, p. 181-191.
- Amédée Outrey. « Chateaubriant et la censure : à propos de L'Itinéraire », Revue des deux mondes, 15 juillet 1943, p. 181-191.
- Amédée Outrey. « Le Cloître Notre-Dame au XVIe siècle », in Bulletin de la Société de l’histoire de Paris et de l’Ile-de-France 73-77 (1946-1951), p. 14.
- Chateaubriand : le livre du centenaire, par Georges Collas, Amédée Outrey, Louis Martin-Chauffier, Pierre Moreau, Armand Weil, Pierre Clarac, Charles H. Pouthas, Victor-L. Tapié, H. Le Savoureux, Marie-Jeanne Durry, Yvon Delbos, Maurice Levaillant.. Paris : Flammarion, 1949. 8°, 329 p., ill.
- Amédée Outrey. « Note sur les pertes subies du fait de la guerre par les Archives du Ministère des Affaires Étrangères et sur les mesures qui ont été prises en vue de la reconstitution des documents détruits » in Cahiers d’histoire de la guerre 2 (octobre 1949). Résumé d’une conférence faite le 15 février 1949.
- François-René de Chateaubriand. Journal de Jérusalem, notes inédites publiées par Georges Moulinier [Mme Georges Moulinier] et Amédée Outrey, éd. révisée par Pierre Clarac et Georges Collas. Paris : Belin, 1950,
- Amédée Outrey. « Un épisode de la querelle de Voltaire et de Rousseau : la publication des Lettres de Venise », in Revue diplomatique 64 (1950) p. 3-36.
- Amédée Outrey. « Rapport de M. le chef du service des Archives au premier vice-président de la Commission des Archives diplomatiques. Extrait du procès-verbal de la séance du 21 décembre 1950. [Paris : 1950]. 4°, 6 p. polytypées (Paris BNF).
- Amédée Outrey. « Le Cloître de Notre-Dame de Paris au XVIe siècle », in Bulletin de la Société de l’histoire de Paris et de l’Ile-de-France 78 (1951), p. 57-59.
- Amédée Outrey. « Chateaubriand : L’Itinéraire », in Annales du Centre universitaire méditerranéen 5 (1952). [8] p.
- Amédée Outrey. « Sur la notion d’archives, en France, à la fin de l’Ancien Régime », in Revue historique de droit français et étranger 4e série, t. 31 (1953), p. 277-286.
- Amédée Outrey. « Histoire et principes de l’administration française des Affaires étrangères (1) », in Revue française de science politique 3 (1953) p. 298-318, 491-510 et 714-738. Disponible sur Persée)
- Amédée Outrey. L’administration française des Affaires étrangères : histoire et principes. Paris : PUF, 1954. 80 p. (Tiré à part de l’article précédent).
- Amédée Outrey. « Un conseil de discipline au Ministère des relations extérieures en 1808 », in Revue d’histoire diplomatique 4 (octobre-décembre 1954), 11 p.
- Amédée Outrey. « La notion traditionnelle de titre et les origines de la législation révolutionnaire sur les archives », in Revue historique de droit français et étranger 4e série, t. 33 (1955), p. 438-463.
- Amédée Outrey. « Le législation révolutionnaire sur les archives, la loi du 7 septembre 1790 », in Revue historique de droit français et étranger 3 (1955), 31 p.
- Amédée Outrey. « Les dépôts des anciennes minutes du Conseil du Roi » in Bulletin de la Société de l’histoire de Paris et de l’Ile-de-France, 1955-1956 p. 57-74.
- Amédée Outrey. « Un épisode mal connu de l’histoire des Archives nationales : la tentative de mise en application, par Danton, du décret du 7 août 1790 sur la réunion des archives du Conseil, septembre 1792-avril 1793 », in Revue historique de droit français et étranger 4 (1958), p. 530-554.
- Amédée Outrey. « L’administration de la Maison du Roi : les trois derniers gardes du dépôt du Louvre et l’échec du projet d’agrandissement », in Revue d’histoire moderne et contemporaine 6 (1959) p. 289-294.
- Amédée Outrey. « Outre-mer 1958 : tableau économique et social des états et territoires d'outre-mer à la veille de la mise en place des nouvelles institutions ». Paris : Presses universitaires de France, 1960.  (ISBN 978-2-13-040988-5)
- Amédée Outrey. « Le dépôt des anciennes minutes du Conseil des finances et des commissions extraordinaires au château du Vieux-Louvre », in Bulletin de la Société d’histoire moderne 12e série, 8-9 (1960), p. 2-6.
- Amédée Outrey. « Le dépôt des anciennes minutes du Conseil. 1 : Les anciennes minutes du Conseil des finances et des commissions extraordinaires au Louvre. 2 : Les anciennes minutes du Conseil d’Etat privé à Sainte-Croix-de-la-Bretonnerie ». S.l.n.d., 20 p. (Paris BNF).
- Amédée Outrey. « Louis Parent de Chassy, président du Comité des domaines de l'Assemblée Nationale Constituante, révolutionnaire conscient et citoyen exemplaire », in Revue des Travaux de l'Académie des Sciences Morales & Politiques 114 (1961), p.107-117.
- Ministère des Affaires Étrangères. Inventaire de la correspondance diplomatique du comte de Gobineau, ed. M. de Miramon-Fitzjames et Amédée Outrey. 3 vol., tapuscrit.

## Distinctions
- Croix de guerre 1914-1918
- Commandeur de la Légion d'honneur[9]
- Commandeur de l'Ordre du Phénix de Grèce
- 1950 : Prix Joseph-Delteil
- 1954 : Prix Drouin de l'Huys
- 1954 : Prix de l'Académie des Sciences morales et politiques (Fondation Auddifred).

## Sources d’archives
- Aix-en-Provence, Fondation Saint-John Perse. Archives Saint-John Perse, Dossier 11, chemise 14 : Allemagne : Entretiens Bonnet/Ribbentrop. Échange de lettres entre Alexis Léger et Amédée Outrey du service des Archives du Quai d’Orsay. 1952.
- Archives du Ministère des Affaires étrangères. Papiers privés d’Amédée Outrey.